# Guillaume Geefs
Guillaume Geefs, noto anche come Willem Geefs (Anversa, 10 settembre 1805 – Schaerbeek, 19 gennaio 1883), è stato uno scultore belga.
Noto principalmente per le sue opere monumentali e le raffigurazioni pubbliche di statisti e figure di carattere patriottico, esplorò anche soggetti mitologici.

## Biografia
Guillaume nasce a Anversa in un momento in cui la città appartiene al Primo Impero francese. Il padre, Jean Geefs, è un semplice panettiere e ha sposato in prime nozze Joanna Theresia VERBRUGGEN che gli dà tre figli: Guillaume, Joseph Germain (1808-1885) e Aloys Louis (1817-1841). Essendo il primogenito Guillaume deve lottare con il padre che vuole farlo lavorare con lui nella panetteria, ma a seguito dell'insistenza del figlio permette a quest'ultimo d'iscriversi all'Accademia reale di belle arti di Anversa dove ha come professore Jean-Louis Van Geel.
Il 6 ottobre 1836 sposa la pittrice Fanny Corr.
Tra le sue opere più famose vi è una statua raffigurante Lucifero, conosciuta come Il genio del male, conservata nella cattedrale di Liegi.
Massone, fu membro del Grande Oriente del Belgio.

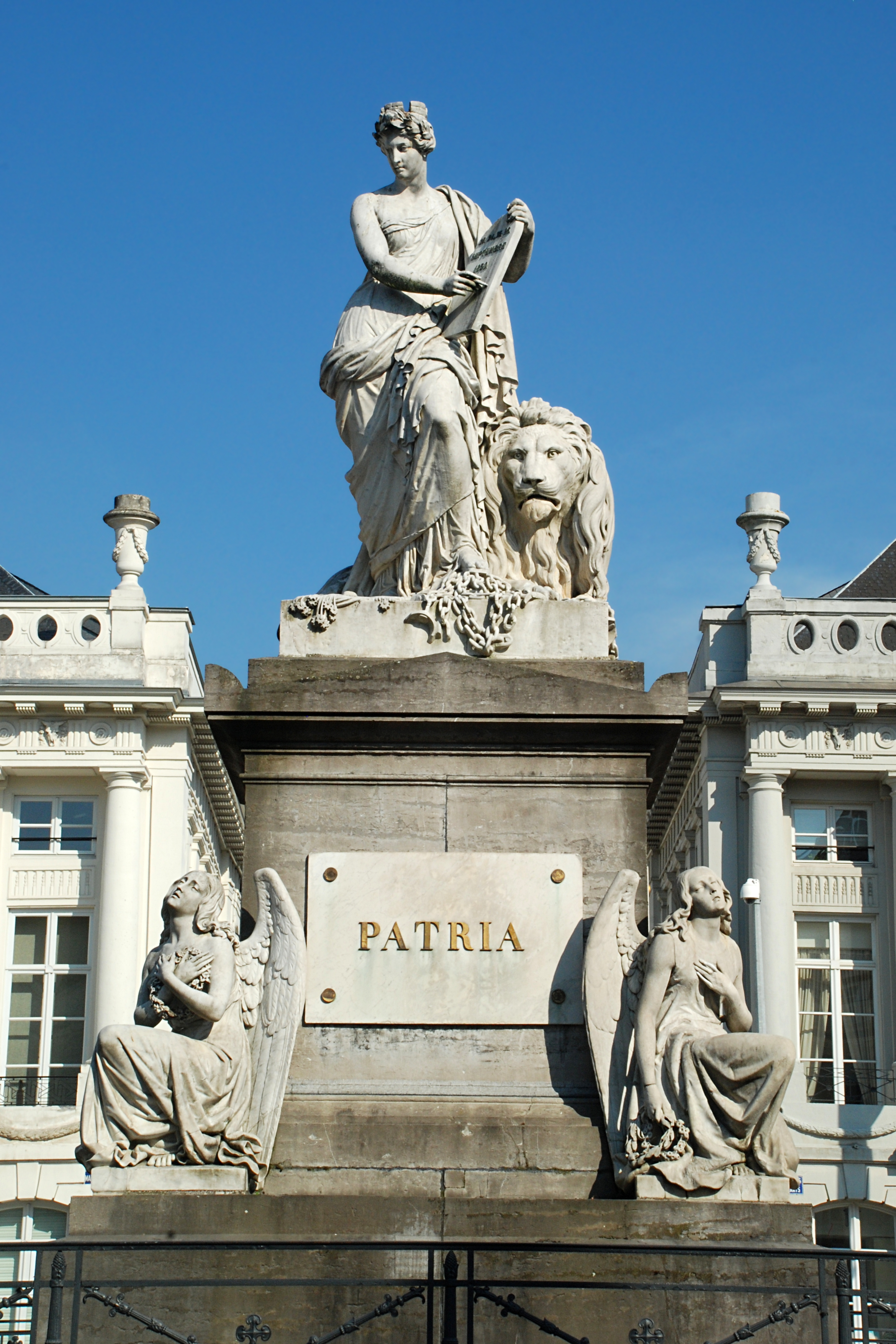
Monumento ai Martiri della Rivoluzione belga del 1830.
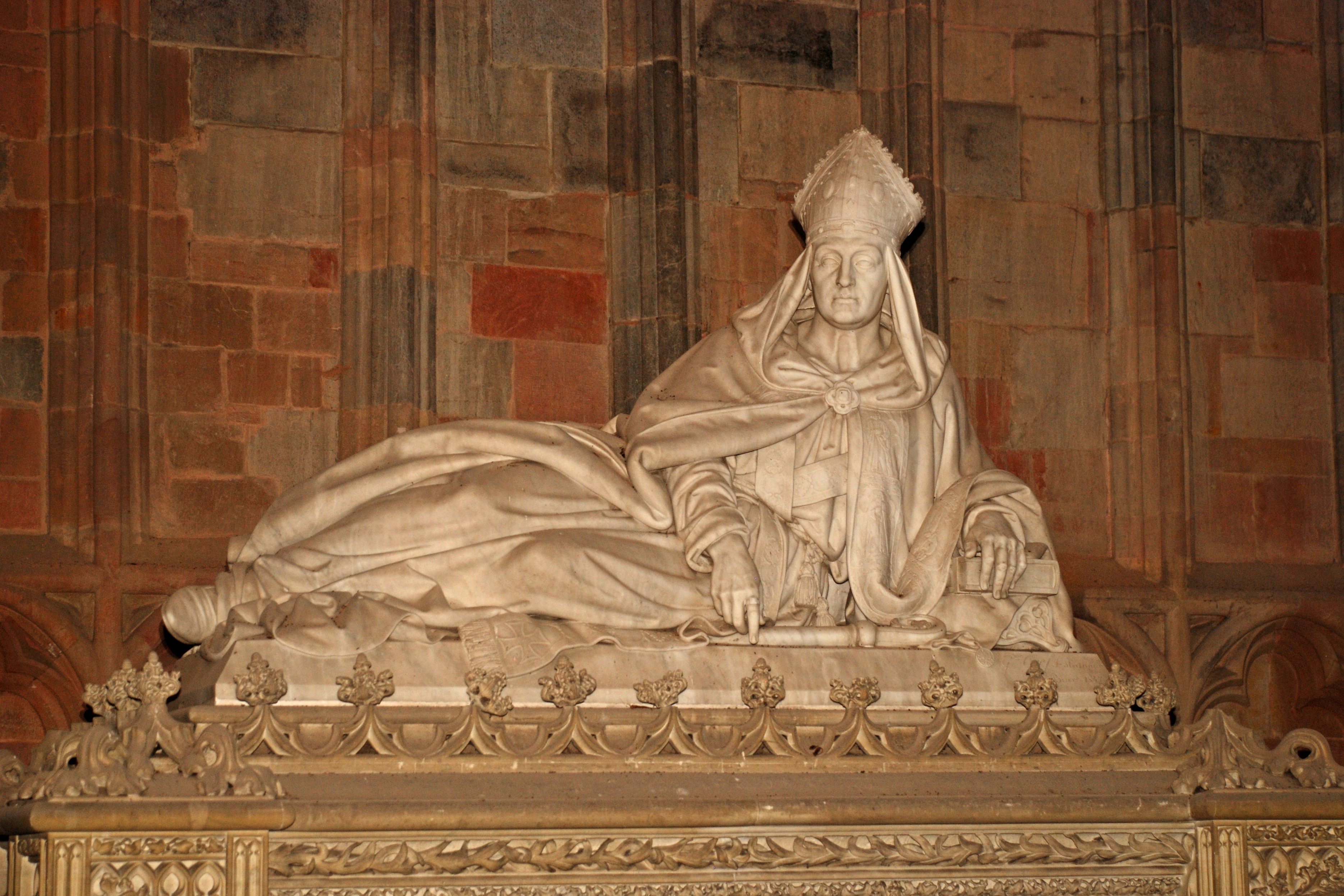
Cenotafio di Sant'Uberto, Basilica di Sant'Uberto (1847).
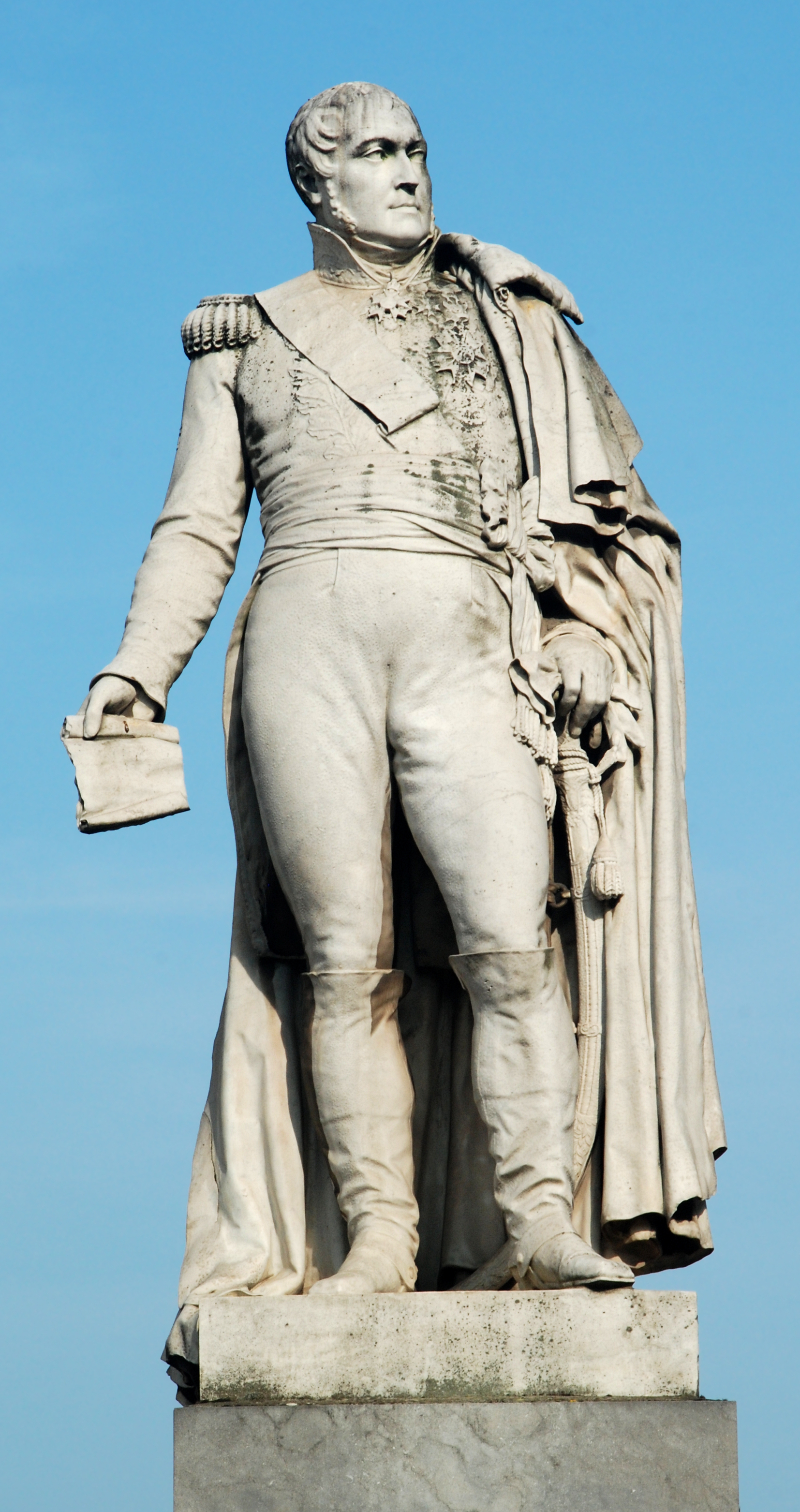
Monumento al generale Belliard (1838).